# Rudolf Spitaler (Klimatologe)

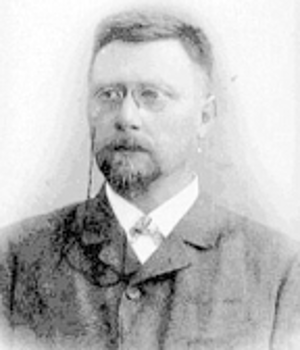
Rudolf Ferdinand Spitaler

Rudolf Ferdinand Spitaler (* 7. Januar 1859 in Bleiberg, Kärnten; † 16. Oktober 1946 in Lübtheen, Mecklenburg) war ein österreichischer Meteorologe, Astronom und Physiker.

## Leben
Nach Absolvierung des Gymnasiums in Villach studierte Spitaler von 1879 bis 1883 Philosophie, Mathematik, Physik, Astronomie und Meteorologie an der Universität Wien. Anschließend arbeitete er von 1883 bis 1892 als Assistent an der Universitätssternwarte Wien. Er fertigte dort unter anderem Zeichnungen und Photographien am 68-cm-Refraktor, einem der weltgrößten Linsenteleskope, an. Im Jahr 1892 promovierte er zum Doktor der Philosophie. Im November 1890 entdeckte er den später nach ihm benannten periodischen Kometen 113P/Spitaler.
Von 1892 bis 1901 war er als Adjunkt an der Sternwarte der deutschen Karl-Ferdinands-Universität in Prag tätig, wo er sich auf die Untersuchung der physikalischen und chemischen Eigenschaften der Sterne, der Planeten und der interstellaren Materie konzentrierte. Später spezialisierte er sich auf die physikalischen Eigenschaften der Erde im Allgemeinen, einschließlich der Wasser- und Luftdecke.
Im Jahr 1895 habilitierte er sich an der Karl-Ferdinands-Universität für Astronomie und Meteorologie und wurde 1901 zum außerordentlichen und 1909 zum ordentlichen Professor ernannt.
Von 1895 bis 1901 war er auch als Honorardozent für Astronomie und Meteorologie am deutschen polytechnischen Institut in Prag tätig. Von 1901 bis 1929 war er Professor für Kosmische Physik an der Karl-Ferdinands-Universität. Er war auch erster Direktor der im Jahr 1904 errichteten Meteorologischen Station am Milešovka (Donnersberg), die im Jahr 1904 auf Anregung von Reginald Czermack, einem für Österreich bedeutenden Feuerwehrhersteller und -pionier, errichtet wurde.
Bei oder nach Ende des Zweiten Weltkriegs floh er nach Mecklenburg, wo er bald nach seiner Ankunft starb.
Seine Söhne waren der 1894 in Prag geborene Chemiker Rudolf Spitaler (1894–1960), der ab 1946 unter dem Markennamen „RS (Dr. Rudolf Spitaler)“ Modellbauten herstellte, und der Steuerrechtler Armin Spitaler (1898–1963).

## Schriften
- Zeichnungen und Photographien am Grubb’schen Refractor von 68cm (27 engl. Zoll) Öffnung in den Jahren 1885 bis 1890 (1891)
- Bahnbestimmung des Kometen 1851 III (Brorsen) (1894)
- Periodische Verschiebungen des Schwerpunktes der Erde (1905)
- Die Achsenschwankungen der Erde als Ursache der Auslösung von Erdbeben (1913)
- Das Klima des Eiszeitalters (1921)

## Belege
1. ↑  History of the observatory. 30. Januar 2012, archiviert vom Original am 15. Oktober 2008; abgerufen am 26. April 2016 (englisch).

| Personendaten    | Personendaten                                       |
| ---------------- | --------------------------------------------------- |
| NAME             | Spitaler, Rudolf                                    |
| ALTERNATIVNAMEN  | Spitaler, Rudolf Ferdinand (vollständiger Name)     |
| KURZBESCHREIBUNG | österreichischer Meteorologe, Astronom und Physiker |
| GEBURTSDATUM     | 7. Januar 1859                                      |
| GEBURTSORT       | Bleiberg, Kärnten                                   |
| STERBEDATUM      | 16. Oktober 1946                                    |
| STERBEORT        | Lübtheen, Mecklenburg                               |